# ۲۹۸ (قمری)
۲۹۸ (قمری)، دویست و نود و هشتمین سال در گاهشماری هجری قمری است. اول محرم این سال برابر با چهاردهم سپتامبر سال ۹۱۰ میلادی است.

## وابسته
- محمد بن طاهر